# حزب تحالف الإصلاح
حزب تحالف الإصلاح هو حزب سياسي في ليبيريا. وشارك في انتخابات عام 1997 وقدم مرشحين في انتخابات 11 أكتوبر 2005 كجزء من التحالف الديمقراطي المتحد.
في عام 1997، فاز المرشح الرئاسي عن الحزب هنري فاهنبوله بنسبة 0.33 ٪ من الأصوات بينما فشل الحزب في الفوز بأي تمثيل في المجلس التشريعي المكون من مجلسين.
في عام 2005، فاز مرشح التحالف الديمقراطي المتحد جون مورلو بنسبة 1.2٪ من الأصوات في الانتخابات الرئاسية. وفاز الائتلاف بمقعد واحد في مجلس الشيوخ وفشل في الحصول على أي مقعد في مجلس النواب.